# Tobago
Tobago (Tabago en français jusqu'à la fin du XIXe siècle) est une île de la mer des Caraïbes située dans les Petites Antilles. Elle est une région de la république de Trinité-et-Tobago. D'une superficie de 300 km2, elle est une des deux îles principales de Trinité-et-Tobago, l'autre étant l'île de la Trinité, à 35 km au sud-sud-ouest. L'île de Grenade se trouve à 130 km au nord-ouest. La ville de Scarborough est le chef-lieu de l’île.

## Histoire

### De Nieuw-Walcheren à la «Tabago» française, en passant par la Nouvelle-Courlande
L'île, fertile, attire l'attention des Anglais dès le XVIe siècle (années 1580). Durant le XVIIe siècle, elle est occupée par les Anglais, Néerlandais, Français et même par le duché de Courlande.
Les Anglais et Français sont les premiers à tenter la colonisation des Petites Antilles, dont deux tentatives éphémères à Sainte-Lucie et à Grenade (1605 et 1609) par les Anglais. De 1628 à 1678, les Néerlandais considèrent Tobago comme leur colonie sous le nom de Nieuw Walcheren. Lors de l'arrivée des Néerlandais, l'île est octroyée (ainsi que l'ensemble des Antilles) plusieurs fois par le roi Jacques Ier d'Angleterre, dont une fois en 1610 à Jakob Kettler, fils du duc de Courlande. Pour les Néerlandais, Tobago demeure durant cette période, un site de moindre importance, en marge de la Côte sauvage.
Jan de Moor demande à Jacob Maerssen qu'on lui octroie la permission de coloniser Tobago pour le compte de la Compagnie néerlandaise des Indes occidentales (WIC) fondée en 1621 et détenant un monopole colonial et commercial sur toutes terres à l'ouest du Cap de Bonne-Espérance. Une expédition de colons s'y établit seulement en 1628 et ravitaillée en 1629 par l'amiral Pater. En 1632, un second contingent de colons néerlandais quitte le port de Flessingue et s'y établit - la colonie comporte alors environ 200 colons. Au début des années 1630, certaines escadres de la compagnie ont comme instructions de s'arrêter à Tobago pour ravitailler les colons. Entre 1634-37, la colonie est éradiquée sans qu'on en sache exactement les causes. Il est probable qu'une expédition espagnole depuis l'île de la Trinité ait attaqué la colonie. Les Néerlandais ont été traités comme des criminels de guerre, contre toutes conventions établies entre les deux nations durant la trêve de 1609-21. Les Néerlandais répliquent à la Trinité et mettent à sac San Tomé sur l'Orénoque.
Au même moment, Willem Usselincx puis Charles Ier d'Angleterre tentent d'intéresser Friederich Kettler, duc de Courlande (Lettonie), à l'idée de coloniser Tobago. En 1634, via son neveu Jakob en mission à Amsterdam, il déniche le capital nécessaire pour financer une première expédition de 212 colons vers l'île. Les colons, pour la plupart zélandais, ne s'acclimatent pas et désertent rapidement. Une seconde entreprise courlandaise en 1637 connut probablement le même sort. Les années 1630, semble-t-il, sont assez difficiles à relater étant donné les nombreuses contradictions entre chroniqueurs de l'époque.
En 1639, des Anglais de la Barbade tentent de nouveau d'occuper l'île sous la direction du capitaine Massam mais les attaques continuelles des Amérindiens caraïbes de l'île voisine de Saint-Vincent découragent toute occupation permanente. Une troisième tentative en 1642 dirigée par le capitaine Marshall de la Barbade ne porte ses fruits que quelques années avant d'être poussée à émigrer vers le Suriname par les affrontements autochtones incessants. À ce moment, Jacob Kettler, qui avait succédé à son père à la tête du duché de Courlande, décide de retenter sa chance et de financer une nouvelle tentative de colonisation à Tobago. Éconduits par les Caraïbes, les colons courlandais trouvent refuge aux établissements zélandais du Pomeroon.
Après avoir tenté d'intéresser les Néerlandais dans une entreprise coloniale conjointe et essuyé des refus, Jakob décide de s'y reprendre seul en 1653 alors que les Néerlandais et les Anglais s'affrontent pendant la Première guerre anglo-néerlandaise. Le 20 mai 1654, une expédition de 80 familles dirigée par un capitaine hollandais engagé par le duc jette l'ancre à Tobago et renomme l'île Nouvelle-Courlande. Rapidement, les Courlandais construisent le fort Jakobus.
En 1654, des Juifs fuyant la Nouvelle-Hollande repassée aux mains portugaises tentent de convaincre les États généraux de leur octroyer Tobago, mais les héritiers De Moor, les frères Lampsins, d'éminents Zélandais, cherchent au même moment à remettre sur pied la concession qui leur revient de droit.
Les Zélandais reprenant contrôle de la colonie, la première expédition zélandaise, avec un bateau de 50 Juifs de Zélande, arrive à Tobago en septembre 1654, quatre mois après les Courlandais et fonde une colonie du côté opposé de l'île, nommée Nieuw-Walcheren.
Becquard, chef de l'expédition néerlandaise, visite Saint-Eustache afin d'y recruter des colons potentiels. Lorsque Becquard revint à Tobago, la présence courlandaise est maintenant connue et un traité de partition est ratifié. La dotation aux Lampsins a été rédigée de manière que les États généraux néerlandais conservent une partie importante de la souveraineté sur l'île.
Durant le Commonwealth anglais, Jakob Kettler ne peut continuer à jouir du soutien politique anglais. Les frères Lampsins s'attèlent donc à développer leur colonie comme bon leur semble. Les Zélandais et les Courlandais sont ravitaillés pendant ces quelques années, mais lorsque la Guerre du Nord éclate et que le duc est pris en otage par les Suédois, les Néerlandais décident de passer à l'offensive. Encouragés par leurs seigneurs, la WIC et les États généraux, les colons néerlandais commencent à saisir les navires de ravitaillement et à harceler la colonie du duc de Courlande.
En 1658, il n'y avait plus que 40 Courlandais capables de porter les armes, contre 500 Zélandais, rejoints par des Français.
En raison du refus par Holtzbruch, commandant de la colonie, d'une offre néerlandaise de reddition, les colons Courlandais se mutinent et la colonie capitule le 11 décembre 1659. Le commandant néerlandais promet aux Courlandais de les ramener en Europe et de rendre l'enclave au duc une fois celui-ci libre des geôles suédoises. Les frères Lampsins modifient le traité pour ajouter que les Courlandais ont abdiqué volontairement leur souveraineté sur leur territoire de Tobago.
La domination néerlandaise terminée, la colonie prospère et un contingent de planteurs français s'ajoute au nombre dans le « Quartier des Trois Rivières » et Louis XIV, élève Cornelius Lampsins au rang de Baron de Tobago.
Libéré au traité de Oliva, Jakob Kettler entreprend des démarches devant les institutions néerlandaises afin que le traité original soit respecté, mais la WIC ne s'y plie pas. Le duc tente même de racheter Tobago pour 200 000 florins mais malgré l'intérêt marqué des frères Lampsins, les négociations échouent. Après le traité de 1662 entre les Provinces-Unies et Louis XIV, Cornelis Lampsins cherche à faire reconnaître ses droits par la couronne française, qui par décret, déclare Tobago comme baronnie française. Entre 1660-65, on estime que la colonie néerlandaise compte entre 1000 et 1500 colons et plus de 7000 esclaves ; elle produit du rhum, du cacao et du sucre - six sucreries sont en activité sur l'île.
Un représentant des Granas, les Juifs de Livourne, Paulo Jacomo Pinto, entame des négociations à Amsterdam et obtient le transport en 1658 et 1659 de deux groupes de juifs, le second de 120 personnes, en passant par la Zélande. Un troisième groupe de 152 juifs de Livourne arrive sur le Monte de Cisne le 20 juillet 1660 alors que sa destination devait être Cayenne. Parmi eux, le célèbre poète juif espagnol Daniel Levi de Barrios, alias Miguel de Barrios, dont la femme Debora meurt à Tobago et qui repart à Bruxelles. En janvier 1661, Paulo Jacomo Pinto se préoccupe du sort des Juifs déviés pour une raison inconnue à Tobago et laissés dans la pauvreté.
À la veille de la Deuxième guerre anglo-néerlandaise, le roi Charles II d'Angleterre décide d'octroyer Tobago à son cousin Jakob Kettler, duc de Courlande, en échange des postes de traite négrière courlandais de la Gambie. Le roi décide même d'avertir le gouverneur de la Barbade et les Néerlandais qu'il considère Tobago comme possession anglaise et fief de Courlande. Après les attaques anglaises et l'occupation française durant cette guerre, Crijnssen débarque sur une île désertée en 1667. La paix de Breda restitue Tobago aux Néerlandais, mais n'élimine pas toutes revendications françaises et courlandaises. Les réfugiés néerlandais reprennent rapidement pied à Tobago dès le retour à la paix mais dans un état d'abjecte pauvreté.
En décembre 1668, le duc de Courlande s'entête à réclamer la possession de Tobago et finance une nouvelle expédition. Les Néerlandais sur l'île offrent aux colons courlandais deux options : rester et s'intégrer à la colonie de Nieuw-Walcheren ou partir ; ils choisissent la deuxième solution. Le duc de Courlande tente donc de reprendre le contrôle de l'île en plaidant sa cause devant les États généraux néerlandais mais ceux-ci se rangent dans le camp des Lampsins qui reçoivent une confirmation officielle de leur possession de seigneurie jusqu'en 1700 par les États de Zélande.
En 1672, Charles II décide de reprendre Tobago et supporte entièrement les prétentions courlandaises. Le gouverneur de la Barbade, William Willoughby, prend en charge une partie importante des dépenses pour capturer Tobago. La conquête de Tobago est le premier acte belliqueux commis dans les Caraïbes par les Européens durant la guerre de Hollande, entre les 18 et 22 décembre 1672. Les 400 colons néerlandais sont transportés à la Barbade et les infrastructures de la colonie sont rasées par les conquérants. Deux jours plus tard, une frégate française réclame l'île afin d'en prendre possession. Au traité de Westminster, Tobago est retournée aux Provinces-Unies par les Anglais, mais les hostilités entre Français et Néerlandais se poursuivent jusqu'en 1678.
Lors de la fondation de la nouvelle WIC en 1674, Tobago n'est pas intégrée à la charte et demeure sur le papier la propriété des frères Lampsins. Malgré les protestations zélandaises, la chambre amstellodamoise de la WIC décide de repeupler l'île sous la direction de Jacob Binckes, un amiral frison qui s'est distingué en 1673 par la reconquête de la Nouvelle-Néerlande.
L'escadre de Binckes, après s'être divisée en deux, se retrouve à Tobago en septembre 1676 et tout de suite, érige des fortifications. En 1677, un contingent de 150 soldats s'ajoute à la petite colonie. En 1677, d'Estrée est commissionné pour reprendre Tobago aux Néerlandais et se présente avec neuf vaisseaux en février devant la colonie néerlandaise. Les Français célèbrent cette bataille comme une grande victoire française en faisant frapper une médaille pour l'occasion, mais ils échouent à reprendre Tobago. La flotte de Binckes est cependant mise hors de combat.

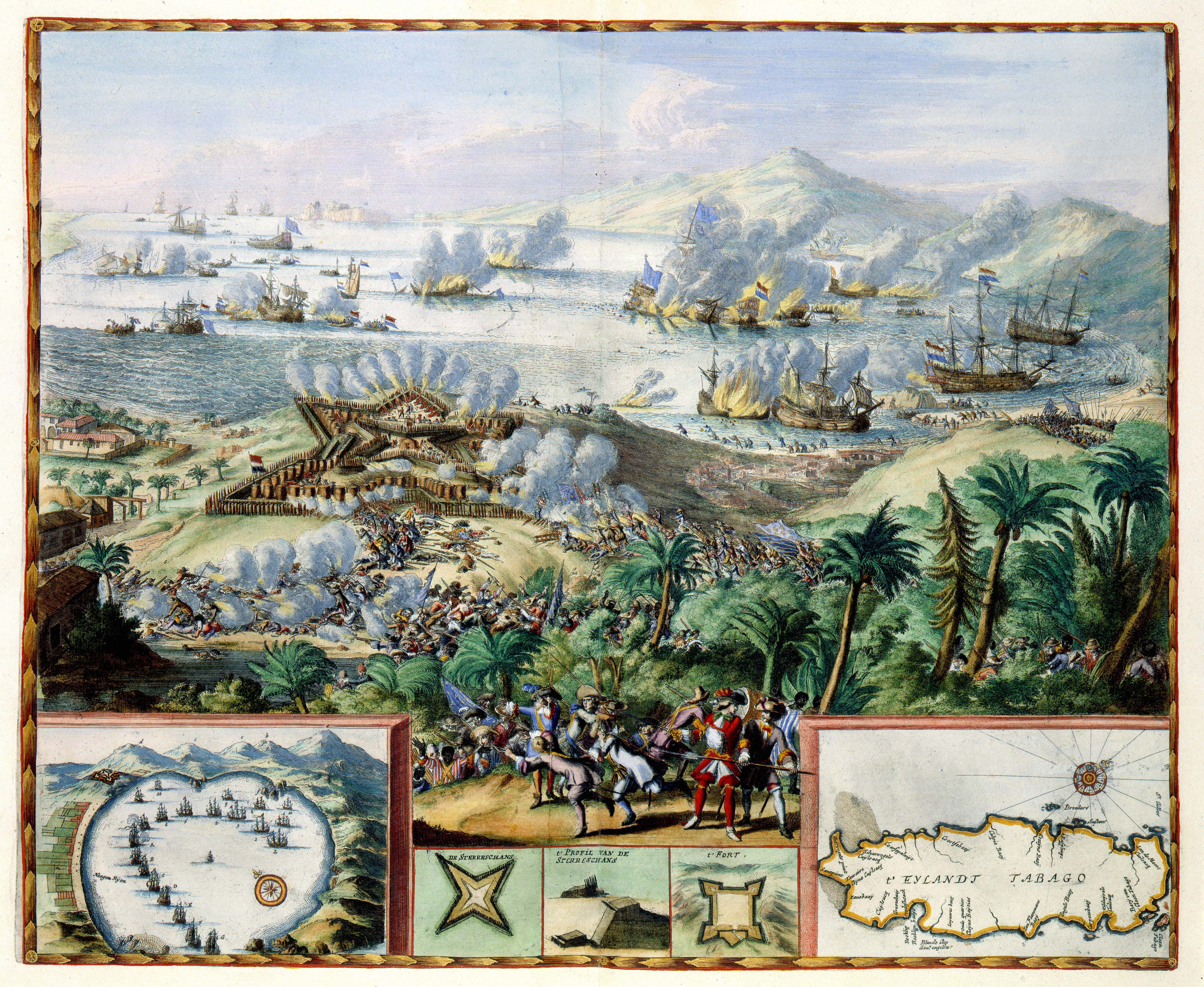
Gravure de Romeyn de Hooghe concernant la bataille au large de Tobago de 1677 entre la France et les Pays-Bas.
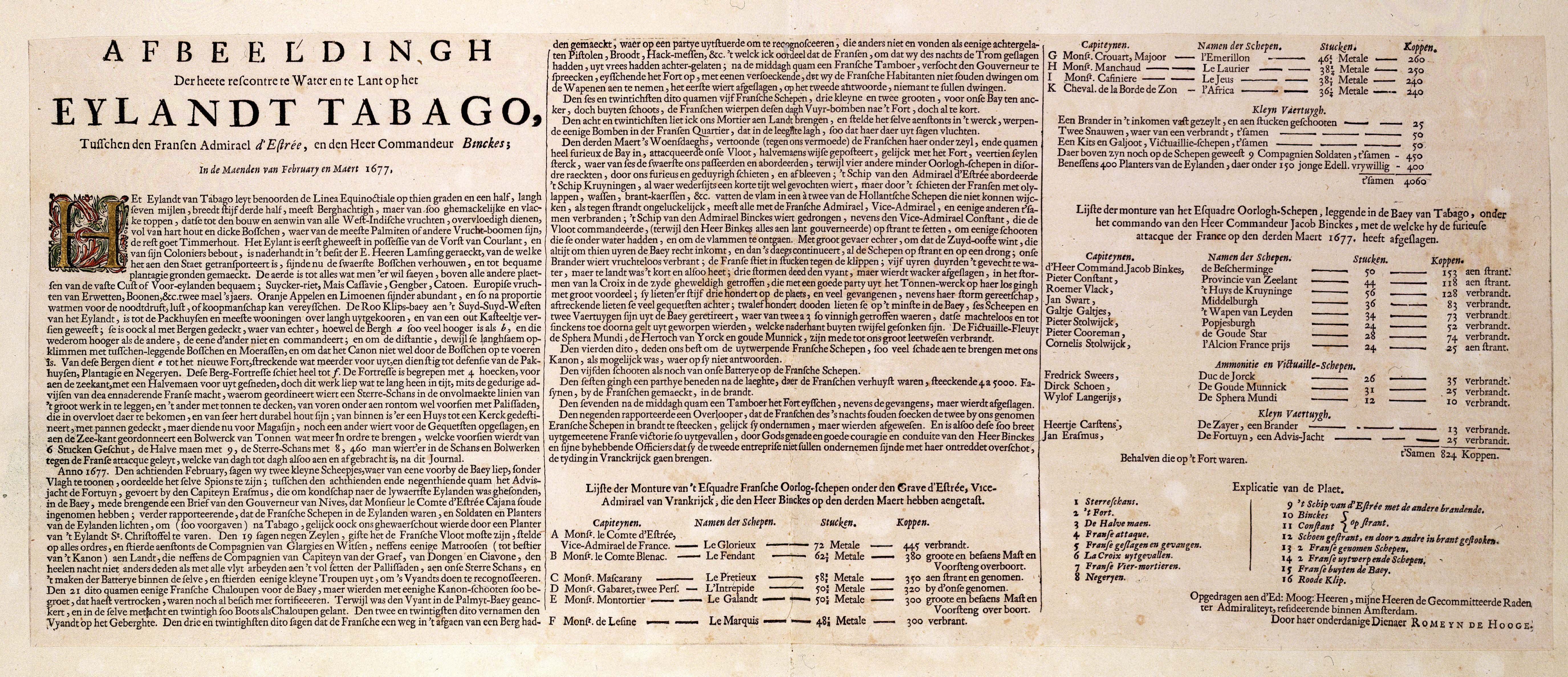
Texte accompagnant la gravure. Atlas van der Hagen, bibliothèque royale des Pays-Bas.

D'Estrée est de retour le 6 décembre 1677 devant Tobago avec une flotte nouvellement affrétée. Ils reprennent l'île d'un coup de chance alors que la poudrière du fort explose au-dessous de la salle où était établi le centre de commandement néerlandais. Les Provinces-Unies reconnaissent Tobago comme colonie française en 1678 au traité de Nimègue, même si ceux-ci n'occupent pas l'île. En 1687, l'Espagne envoie des frères capucins pour fonder des missions, dans quatre lieux de l'île. Le duc de Courlande revendique la possession de l'île jusqu'en 1689. Le duché tente de reconstruire sa flotte et ses manufactures, mais il ne parvient pas à retrouver sa prospérité des années 1650-1660.
Le duc de Courlande meurt en 1682 et son fils Friedrich Kasimir lui succède sous le nom de Frédéric II. Si le duché brille encore par son faste, c'est moins à cause de sa puissance, le duc étant moins intéressé par les choses de l'État, que par les fêtes qu'il donne pour lui-même. Il dépense sans compter l'argent du duché accumulé par son père et doit finalement se résoudre, pour éponger ses dettes, à céder Tobago aux Britanniques en 1689.
En 1699, une bande d'Amérindiens tue trois frères capucins à San Rafael de Tobago. Les représailles espagnoles sont terribles. Des centaines d'indigènes sont tués au cours du massacre d'Arena. Au cours des décennies qui suivent, l'Espagne se fait moins présente et en 1717, le système d'encomienda[réf. souhaitée] est aboli. Au début du siècle suivant, l'île subit les attaques des boucaniers français ou hollandais.
Au traité d'Utrecht, en 1713, l'île passe sous le contrôle de la France (elle est alors appelée Tabago) et demeure française jusqu'au traité de Paris de 1763 [art. 9] où elle passe à la Grande-Bretagne. Elle revient à la France par le traité de Versailles de 1783 [art.7]. Les sujets britanniques peuvent y rester et se voient garantir la jouissance de leurs immeubles dans l'île par l'abolition du droit d'aubaine ainsi que la liberté de religion. 
Les Britanniques l'occupent de 1794 jusqu'en 1815. 
En vertu du Premier Traité de Paris de 1814, Tobago, ainsi que Sainte-Lucie et Maurice, doivent être rétrocédées à la France mais la Grande-Bretagne décide de conserver ces îles après les Cent-Jours. La langue néerlandaise disparaît après 1850. En 1889, Tobago est rattaché administrativement à Trinidad par le gouvernement britannique. Depuis 1962, Tobago est une province de l'État indépendant de Trinité-et-Tobago.